# Parco agricolo Sud Milano
Il parco agricolo Sud Milano è un'area naturale protetta della Lombardia che racchiude una grande zona ad arco tra i quartieri a sud di Milano e circa 60 comuni della Città metropolitana di Milano.
Alcuni dei parchi di cintura di Milano rientrano nel territorio e ne condividono le regole.

## Storia
Creato il 23 aprile 1990, il parco è gestito dalla Città metropolitana di Milano. Nasce con lo scopo di proteggere e valorizzare l'economia agricola del Sud Milano e di difendere ambiente e paesaggio, nonché mettere a disposizione dei cittadini un vasto parco e un grande patrimonio di natura, storia e cultura.

## Geografia
Vi si possono trovare i tratti caratteristici della Pianura Padana: un'agricoltura intensiva che risale alle prime bonifiche del medioevo e una grande ricchezza d'acqua (è infatti attraversato dall'Adda e dal Lambro, oltre a corsi d'acqua minori come la Vettabbia, il Canale Ticinello, il Lambro meridionale, il colatore Addetta, la Muzza e i navigli Grande e Pavese) che ha portato all'istituzione - nelle zone di fontanile - di aree protette (le sorgenti della Muzzetta di Rodano e Settala, il Fontanile nuovo di Bareggio).
La superficie coltivata è la più estesa, ma l'ambiente naturale è connotato dalla presenza di aree boscate (Cusago, Riazzolo, Corbetta, Carengione), parchi (dell'Addetta, dell'Idroscalo, di Trenno, di Trenzanesio) ed oasi naturalistiche, come quella di Lacchiarella e di Levadina.

## Agricoltura
Nel parco ci sono più di 1400 aziende agricole, il cui lavoro principale è l'allevamento di bovini e suini.
Le piante coltivate più diffuse sono i cereali (43%), seguono il riso (22%) ed il prato (16%). Sono presenti anche girasole e soia, orti e vivai. Nel parco sono state contate 41 marcite (punti dove i campi agricoli vengono irrigati con l'acqua delle fonti nel terreno), messe sotto protezione.

## Monumenti e luoghi d'interesse
Il lavoro agricolo nel corso dei secoli ha portato alla modifica del territorio a favore dell'uomo.
Sono presenti abbazie come quelle di Chiaravalle, di Mirasole e di Viboldone.
Sono presenti alcuni castelli come quelli di Binasco, Cusago, Melegnano, Cassino Scanasio, Locate, Peschiera Borromeo, Buccinasco e Macconago.
Inoltre si segnalano le antiche cascine fortificate di Carpiano, Fagnano, Gudo Visconti, Tolcinasco, Settala, Coazzano; oltre ai vecchi cascinali (cascine Bazzanella, Gudo Gambaredo, Santa Brera, Villambrera).

## Fauna
La fauna è per lo più concentrata nelle zone naturali del parco (boschi, fontanili).
È stata rilevata la presenza di vari mammiferi come il capriolo, il cinghiale, lo scoiattolo europeo, il ghiro, il tasso, la faina, la donnola, la volpe, il coniglio selvatico e la lepre. Tra gli uccelli si possono osservare l'airone cenerino, i picchi verde, rosso maggiore e rosso minore, la garzetta, il cuculo, la cinciallegra, il migliarino di palude, l'averla piccola e molti altri passeriformi, la nitticora, l'airone bianco maggiore, la cicogna bianca, il germano reale, lo svasso maggiore, il tuffetto comune, il cormorano, il gabbiano comune, la gallinella d'acqua, la folaga, l'airone guardabuoi, il martin pescatore, il colombaccio, il piccione e il fagiano. Tra i rettili, si trovano la lucertola muraiola, il ramarro, la biscia d'acqua e il biacco. Tra gli anfibi, oltre alla rana verde, troviamo il tritone crestato.
Nel vasto reticolo di rogge, fontanili e Navigli sono presenti le seguenti specie ittiche: alborella, barbo comune, cagnetta, carpa, cavedano, cobite comune, cobite mascherato, ghiozzo padano, gobione, luccio, persico reale, pigo, savetta, scardola, tinca, triotto, vairone. Tra gli alloctoni si segnalano: abramide, cobite di stagno orientale, gambusia, persico sole, pseudorasbora, rodeo.
All'interno del parco è stata constatata la presenza di varie specie alloctone, come la nutria, il silvilago orientale, lo scoiattolo grigio nordamericano, l'Ibis sacro, il gambero rosso della Louisiana, la tartaruga palustre americana e il tarlo asiatico.

## Vegetazione

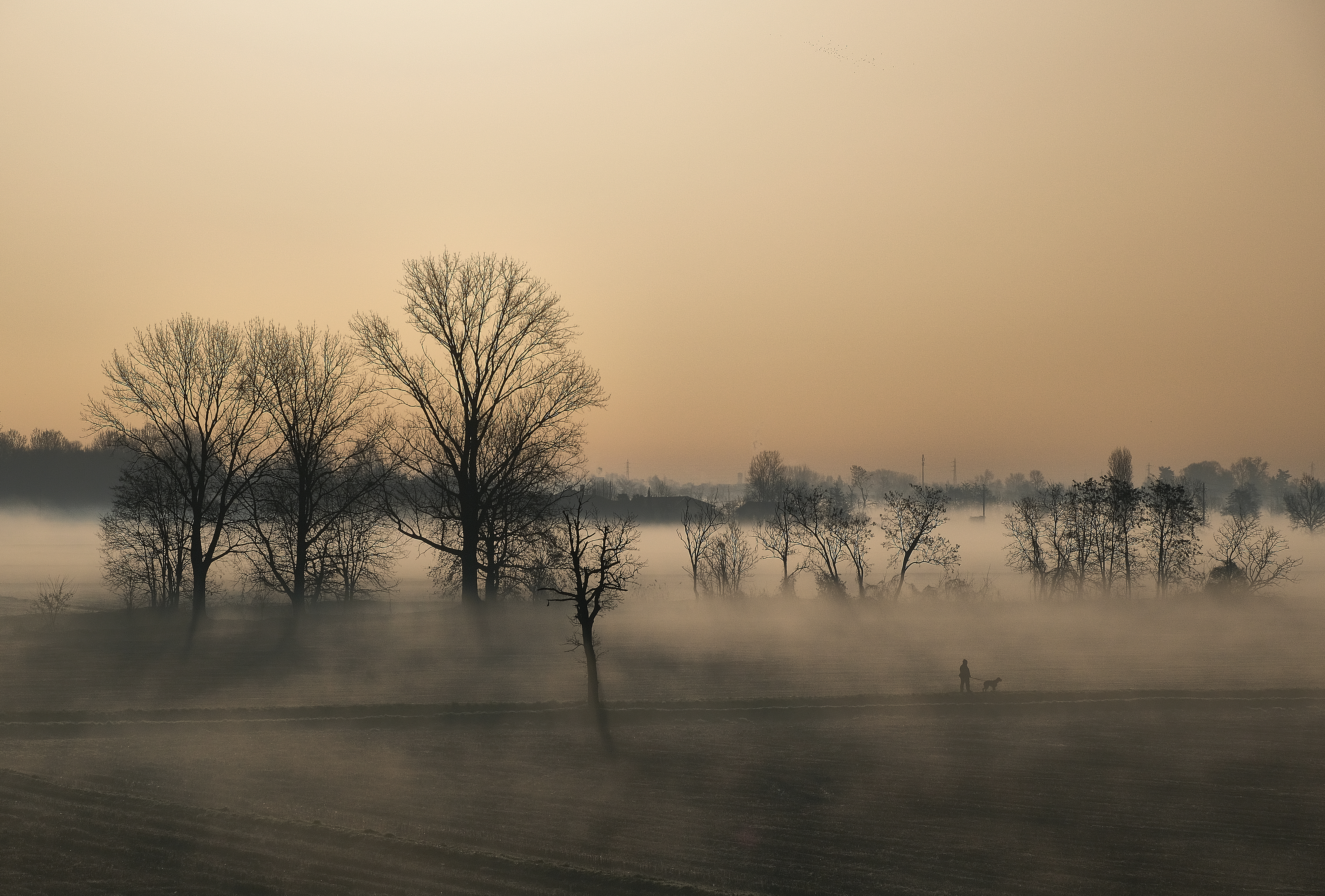
Uno scorcio del parco.

La vegetazione è dislocata lungo i corsi d'acqua. Sono presenti il pioppo bianco, il pioppo nero, il salice, l'olmo, il carpino bianco, la farnia, l'acero campestre, il biancospino, il sanguinello e il prugnolo.
All'interno del parco è stata constatata la presenza di specie alloctone come la robinia (Robinia pseudoacacia), il gelso, l'ailanto, l'acero americano (Acer negundo), il topinambur (Helianthus tuberosus), la Verga d'oro del Canada (Solidago canadensis) e l'ambrosia.